# Dieter Simon (Fußballspieler)
Dieter Simon (* 25. Juli 1962) ist ein ehemaliger deutscher Fußballspieler. Der Allrounder bestritt für den SSV Ulm 1846 21 Spiele in der 2. Bundesliga.

## Werdegang
Simon spielte in den Jugendmannschaften des SSV Ulm 1846, ehe er als Teenager in den Zweitliga-Kader von Trainer Jörg Berger aufrückte. Zunächst reichte es aber nur für die zweite Mannschaft, so dass er zum FV Illertissen in die Landesliga Württemberg wechselte. 1985 kehrte er zum SSV Ulm 1846 in die Oberliga Baden-Württemberg. Hinter den Stürmern Uwe Spies, Dieter Kohnle und Marcus Sorg zeichnete sich der Freistoß-Spezialist als torgefährlicher Mittelfeldspieler aus, mit neun Saisontoren war er vereinsintern viertbester Torschütze und somit entscheidend am Aufstieg der „Spatzen“ in die 2. Bundesliga beteiligt. In der Zweitliga-Spielzeit 1986/87 trug er mit drei Saisontoren in 21 Saisonspielen zum Klassenerhalt bei. Anschließend erhielt er keinen neuen Vertrag und schloss sich dem FV Biberach in der Verbandsliga Württemberg an. Nach einer Saison kehrte er zu den „Ulmer Spatzen“ zurück, die nach dem zwischenzeitlichen Wiederabstieg der Mannschaft in der Oberliga spielten. Dort war er zwar wieder erfolgreich als regelmäßiger Torschütze, der Klub reüssierte jedoch zunächst lediglich im mittleren Tabellenbereich. Erst in der Spielzeit 1991/92 kehrte die Mannschaft in die Erfolgsspur zurück, hatte aber trotz sieben Saisontoren vom mittlerweile zum Libero umfunktionierten Simon sechs Punkte Rückstand auf den Oberligameister SSV Reutlingen 05. Zur Meisterschaft 1993 steuerte er abermals sieben Tore bei, in der Aufstiegsrunde scheiterte der Verein als Zweiter hinter dem TSV 1860 München. Anschließend verließ Simon den Klub, für den er in 189 Meisterschaftsspielen 48 Tore erzielt hatte, und schloss sich dem FC Memmingen an.
Später war Simon im Amateurbereich rund um Ulm als Trainer tätig, dabei betreute er unter anderem den FC Burlafingen, den SV Oberelchingen, die TSG Söflingen und den SV Pfaffenhoffen. Hauptberuflich ist er als kaufmännischer Angestellter tätig.